# Neobuxbaumia laui
Neobuxbaumia laui là một loài thực vật có hoa trong họ Cactaceae. Loài này được (P.V. Heath) D.R. Hunt mô tả khoa học đầu tiên năm 1997.